# فيزيس
فيزيس هو إله إغريقي قديم يقال أنه إله الأرض كما تقول الأسطورة أن رجلاً نزل من السماء ودخل إلى باطن الأرض، ويقال أنّه قتل أحد أبناء الشيطان وأنه بعد تكسير تمثاله في حرب طروادة وقع زلزال بسبب غضبه.
يقال أن نسبه موجود بقرية في المغرب العربي تحديدا بالجزائر·